# Кокосовая война
Кокосовая война (англ. Coconut War) — вооруженный конфликт в 1980 году на островах Новые Гебриды между повстанцами из организации «NaGriamel» с одной стороны и правительством Вануату, войсками Великобритании, Франции, Папуа — Новой Гвинеи и Соломоновых островов с другой. Конфликт произошел после провозглашения республики Вануату.

## Предыстория
В XIX веке Новые Гибриды были спорной территорией между Великобританией и Францией. В марте 1906 года было подписано соглашение, по которому Новые Гебриды стали совместным владением Франции и Британии, то есть становились англо-французским кондоминиумом..
Захваты земель коренных островитян привели к формированию движения «NaGriamel» под руководством Джимми Стивенса, который имел шотландские и тонганские корни («NaGriamel» — составное слово от местных названий растений, на которых было наложено табу, — «namele» и «nagria»). Это движение выступало за закрепление права землевладения за коренными жителями, возрождение традиционных ценностей. В 1970-х годах Британия продолжила политику деколонизации, предоставляя своим колониям независимость, что освобождало её от ряда обязательств. Позиция Франции была совершенно иной. В основе французской внешней политики в конце 1960-х годов были империалистические взгляды, французская администрация, таким образом, препятствовала административным преобразованиям на островах, которые снижали бы влияние Франции на архипелаге.
В ноябре 1974 года на англо-французской правительственной конференции было принято решение о создании на островах нового законодательного органа, который избирался бы всем населением, — Представительной ассамблеи (должна была начать свою работу с 1975 года) Первые выборы в Представительную ассамблею были проведены в ноябре 1975 года, хотя вожди от Северного и Южного округов не были избраны вплоть до ноября 1976 года.
На выборах 1975 года Новогебридская национальная партия получила 17 из 29 мест в Представительной ассамблеи. Первое заседание Ассамблеи состоялось в ноябре-декабре 1976 года. Новогебридская национальная партия, переименованная в Партию Вануаку, открыто требовала проведения в кондоминиуме всенародного референдума, на котором бы был поднят вопрос о независимости Новых Гебрид. Это вызывало недовольство среди других партий островов.
В июле 1977 года на очередной англо-французской правительственной конференции, на которую впервые пригласили партии Новых Гебрид (Партия Вануаку бойкотировала конференцию), было принято решение о предоставлении Новым Гебридам независимости (дата не оговаривалась). Первым шагом на пути к независимости должны были стать новые выборы в Ассамблею, учреждение совета министров Новых Гебрид. Однако из-за того, что Партия Вануаку решила бойкотировать выбора и не выдвинула своих кандидатов, выборы не состоялись. Партия объявила о создании Народного временного правительства, которое контролировало бы все части страны, в которых преобладали сторонники Вануаку. 29 ноября 1977 года партия попыталась поднять свой флаг над штаб-квартирой в городе Порт-Вила, однако встретила сопротивление среди сторонников умеренных.
Британская полиция, опасавшаяся открытых столкновений среди оппонентов, применила в Порт-Вила слезоточивый газ (впервые в истории Новых Гебрид).
В январе 1978 года новая Ассамблея избрала бывшего офицера полиции Джорджа Калсакау главным министром. Партия Вануаку, которая несколько месяцев назад распустила Народное временное правительство, вошла в состав правительства народного единения.
Британское и французское правительства согласовали дату независимости островов — 30 июля 1980 года.
Первый парламент при новой конституции был избран на основе всеобщего избирательного права в ноябре 1979 года. Партия Вануаку получила в нём большинство, и её лидер, Уолтер Лини, стал главным министром Совета министров Новых Гебрид и впоследствии первым премьер-министром Республики Вануату.
Последующие шесть месяцев после выборов были отмечены многочисленными беспорядками и протестами в городе Люганвиль, в которых принимали участие сторонники политических сил, оппозиционных Партии Вануаку. 28 мая 1980 года протестанты захватили бывшее здание британского окружного агентства в Люганвиле и провозгласили на острове Эспириту-Санто и некоторых других северных островах архипелага государство Вемерана, которое возглавил Джимми Стивенс. Также прошли беспорядки на острове Танна.

## История
30 июня 1980 года морская пехота Великобритании и французские парашютисты водрузили флаг Вануату над правительственными зданиями в городе Люганвиль. Таким образом, 30 июня 1980 года прекратил своё существование англо-французский кондоминиум Новые Гебриды, вместо которого на политической карте мира появилась независимая Республика Вануату.
Тем временем беспорядки начавшиеся незадолго до дня провозглашения независимости переросли в восстание. Повстанцы блокировали международный аэропорт Санто-Пекоа, уничтожили два моста и объявили независимость острова Эспириту-Санто как «государство Вемерана». Стивенса поддерживали франкоязычные землевладельцы и американский бизнес-фонд Фонд Феникса, который поддерживал создание либертарианской налоговой гавани в Новых Гебридах.
8 июля 1980 года правительство Вануату попросило Великобританию и Францию отправить войска, чтобы подавить восстание на острове Эспириту-Санто. Правительство Франции блокировало попытки Великобритании вмешаться в конфликт и развернуть войска для разрешения кризиса, а французские солдаты, дислоцированные на Эспириту-Санту, не предприняли никаких действий по нормализации обстановки в регионе.
Тогда премьер-министр Вануату Уолтер Лини обратился к правительству Папуа-Новая Гвинея с просьбой о направлении войск для подавления восстания. 18 августа на Эспириту-Санто высадился один батальной войск Папуа-Новой Гвинеи. После появления армии Папуа-Новой Гвинеи на Эспириту-Санту, мировая пресса окрестила происходящие события как на «Кокосовую войну».
«Кокосовая война» была кратковременной и необычной. Жители Эспириту-Санту традиционно поддерживали Папуа-Новую Гвинею как соратников-меланезийцев, поэтому массового сопротивления появление войск Папуа-Новой Гвинеи и присоединившейся к ним армии Соломоновых островов не вызывали. Последователи Стивенса были многочисленны, слабо дисциплинированными и вооружены только луками, стрелами и дубинками. По этим причинам в ходе войны было мало жертв.
Война закончилась внезапно, когда в конце августа 1980 года на одном из блокпостов армии Папуа-Новой Гвинеи при попытке задержания был убит сын Стивенса. Вскоре после этого Джимми Стивенс сдался, заявив, что никогда не думал, что кому-то будет причинен вред из-за его действий.
В середине сентября 1980 года было окончательно покончено с сопротивлением сторонников государства Вемерана.
На суде Стивенса были представлены доказательства поддержки движения «NaGriamel» Фонда Феникса, также было доказано, что французское правительство тайно поддержало Стивенса в его действиях. Стивенс был приговорен к 14,5 годам лишения свободы за организацию беспорядков, он оставался в тюрьме до 1991 года.